# شمال النرويج
شمال النرويج (بالنرويجية: Nord-Norge، وبالإنجليزية: Northern Norway) هي منطقة جغرافية في النرويج تتكون من ثلاث مقاطعات هي فينمارك وترومس ونورلان، وتشكِّل حوالي 35% من مساحة النرويج. من أكبر المدن الموجودة في هذه المنطقة ترومسو ونارفيك وبودو وهارستاد وألتا ومو إي رانا وشيركنيس. تُعَد هذه المنطقة من أبرد المناطق في العالم وتصلها كمية قليلة من أشعة الشمس في كل سنة. يحد هذه المنطقة المحيط المتجمد الشمالي من الشمال وفنلندا والسويد من الجنوب وروسيا من الجنوب الشرقي وباقي مقاطعات النرويج من الغرب .